# تضخم الأقنية الشاذ

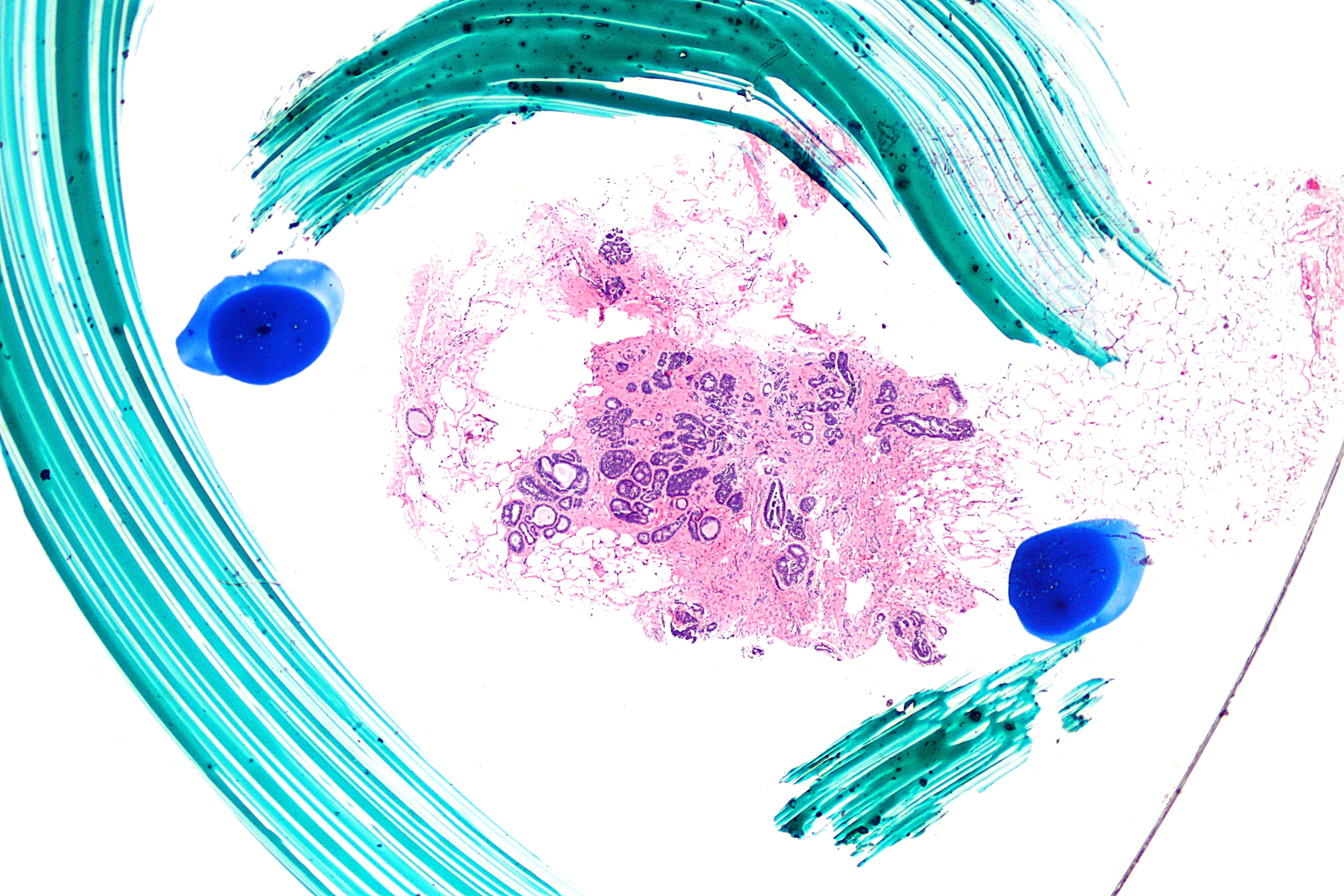
تكبير مجهرى منخفض لتضخم الأقنية الشاذة

تضخم الأقنية الشاذ (ADH)هو مصطلح يستخدم لآفة ثديية حميدة والتي يمكن أن تزيد من خطر الإصابة بسرطان الثدى.
يتميز تضخم الأقنية الشاذ بتكاثر الخلايا (تضخم/فرط تنسج) في واحد أو أثنين من قنوات الثدى وحدوث تشوه بنائى بمعنى أن الخلايا تترتب بصورة غير طبيعية أو غير نمطية.
وعند أخذ الخزعات يعتبر تضخم الأقنية الشاذ مؤشر لاستئصال الثدى، ويعرف أيضًا بالخذعة الجراحية (الاستئصالية) لاستبعاد وجود سرطان الثدى.

## الأعراض
لايوجد في الغالب أعراض لتضخم الأقنية الشاذ، وغالبا ما يتم توجيه العناية الطبية إلى استخدام تصوير الثدى الشعاعى، باعتباره اختلال غيرمحدد مشكوك فيه يتطلب خزعة.

## من الناحية المرضية
يشبه تضخم الأقنية الشاذ من الناحية السيتولوجية والبنائية وعلى الأساس الجزيئى السرطان القنوى الموضعى (DCIS)من المستوى المنخفض ؛ ولكنه يكون محدودا أكثر في المساحة (بمعنى أنه موجود بمكان صغير جداً (<2مم)).

### العلاقة بالسرطان القنوى الموضعى ذو المستوى المنخفض
بالرغم من أن الصفات المرضية والجزيئية لتضخم الأقنية الشاذ هي نفسها لدى السرطان القنوى الموضعى ذو المستوى المنخفض؛ ولكن سلوكه السريرى لايشبه السرطان القنوى الموضعى ذو المستوى المنخفض، وهو أخف منه لذاك لايستخدم العلاج القاسى الخاص بالسرطان القنوى الموضعى، وبشكل عام في علم الأورام من الملاحظ أن حجم الورم دليل قوى على السلوك السريرى، لذلك تصنف العديد من الأورام السرطانية (مثل سرطان الغدية الرئوى وسرطان الخلايا الكلوية) طبقاً للحد الأدنى للحجم.

## التشخيص
يعتمد التشخيص على الأنسجة مثل الخزعة. طبقاً لشكل النسيج الظاهرى، يوجد تغير في الشكل البنائى مثل الموجود في السرطان القنوى الموضعى ذو المستوى المنخفض وذلك مثل وجود ثقوب في الشكل البنائى وأيضا وجود لانمطية نووية ولايوجد نخر.

## العلاج
- إذا تم تشخيص تضخم الأقنية الشاذ في عينة الخزعة الجراحية (الاستئصالية) لتصوير الثدى الشعاعى الشاذ فلايتطلب ذلك أي علاج سوى متابعة التصوير الشعاعى للثدى.
- إذا وجد تضخم الأقنية الشاذ في الخزعة الأساسية (الإبرية) (وهو إجراء لايؤدى إلى خلل التصوير الاشعاعى للثدى المشكوك فيه) والخزعة الجراحية، تكون التوصية المثالية باستئصال الثدى لتجنب وصوله للحالة الغير طبيعية تماماً ومنع سرطان الثدى.

## التنبؤ

### خطر الإصابة بالسرطان في الوخزة الأساسية لتضخم الأقنية الشاذ
معدل وجود سرطان الثدى في وقت الخزعة الجراحية لتضخم الأقنية الشاذ، تبعًا لتشخيص تضخم الأقنية الشاذ من خلال الخزعة الأساسية يختلف من مشفى إلى آخر (ما بين4-54%). وفي دراستين كبيرتين تحول تضخم الأقنية الشاذ في الخزعة الأساسية إلى سرطان ثدى في الاستئصال الجراحى يعرف «برفع الرتبة» ونسبته حوالى 30%.

### خطر الإصابة بالسرطان بناءاً على المتابعة
الخطر النسبى للإصابة بسرطان الثدى يعتمد على المتابعة المتوسطة لمدة 8 سنوات طبقا لدراسة الحالات والشواهد للمريضات الأمريكيات المسجلات.
1. ↑  Peres، J. (14 سبتمبر 2012). "Understanding Breast Density and Breast Cancer Risk". JNCI Journal of the National Cancer Institute. ج. 104 ع. 18: 1345–1346. DOI:10.1093/jnci/djs403. ISSN:0027-8874. مؤرشف من الأصل في 2020-01-10.
2. ↑  Ghofrani، Mohiedean؛ Tapia، Beatriz؛ Tavassoli، Fattaneh A. (13 أكتوبر 2006). "Discrepancies in the diagnosis of intraductal proliferative lesions of the breast and its management implications: results of a multinational survey". Virchows Archiv. ج. 449 ع. 6: 609–616. DOI:10.1007/s00428-006-0245-y. ISSN:0945-6317. مؤرشف من الأصل في 2018-06-16.
3. ↑  Bassett، L.W.؛ Poon، C.M. (2009-01). "Frequency and Upgrade Rates of Atypical Ductal Hyperplasia Diagnosed at Stereotactic Vacuum-Assisted Breast Biopsy: 9- Versus 11-Gauge". Breast Diseases: A Year Book Quarterly. ج. 20 ع. 4: 388–389. DOI:10.1016/s1043-321x(09)79387-7. ISSN:1043-321X. مؤرشف من الأصل في 2019-12-15. {{استشهاد بدورية محكمة}}: تحقق من التاريخ في: |تاريخ= (مساعدة)
4. 1 2  Deshaies، Isabelle؛ Provencher، Louise؛ Jacob، Simon؛ Côté، Gary؛ Robert، Jean؛ Desbiens، Christine؛ Poirier، Brigitte؛ Hogue، Jean-Charles؛ Vachon، Éric (2011-02). "Factors associated with upgrading to malignancy at surgery of atypical ductal hyperplasia diagnosed on core biopsy". The Breast. ج. 20 ع. 1: 50–55. DOI:10.1016/j.breast.2010.06.004. ISSN:0960-9776. مؤرشف من الأصل في 2019-12-15. {{استشهاد بدورية محكمة}}: تحقق من التاريخ في: |تاريخ= (مساعدة)
5. ↑  &NA; (2004-03). "Intraoperative Ultrasono-graphically Guided Excisional Biopsy or Vacuum-Assisted Core Needle Biopsy for Nonpalpable Breast Lesions". Ultrasound Quarterly. ج. 20 ع. 1: 22. DOI:10.1097/00013644-200403000-00006. ISSN:0894-8771. مؤرشف من الأصل في 2019-12-15. {{استشهاد بدورية محكمة}}: تحقق من التاريخ في: |تاريخ= (مساعدة)صيانة الاستشهاد: أسماء متعددة: قائمة المؤلفين (link) صيانة الاستشهاد: علامات ترقيم زائدة (link)
6. ↑  Hartmann، Lynn C. (1 يونيو 2003). "Benign Breast Disease: Toward Molecular Prediction of Breast Cancer Risk". Fort Belvoir, VA. مؤرشف من الأصل في 2019-12-15. {{استشهاد بدورية محكمة}}: الاستشهاد بدورية محكمة يطلب |دورية محكمة= (مساعدة)